# Абасаш
Аба́саш (порт. Abaças; МФА: [ɐ.ˈba.sɐʃ]) — парафія і село в Португалії, в муніципалітеті Віла-Реал. Складова округу Віла-Реал.  Входить до регіону Північ. За старим адміністративним поділом, що був чинним до 1976 року, територія парафії належала провінції Трансмонтана і Верхнє Дору.  Площа парафії — 18,87 км², населення — 965 ос. (2011), густота населення — 51,14 осіб/км²
. Патрон — святий Петро. Поштовий індекс — 5000. Код  — 171401.

## Назва
- Аба́сас, або Абба́сас (лат. Abaças, стара орфографія:порт. Abbaças[1]) — старопортугальська назва. Походить від арабського словосполучення Ілябаша (Ilhabaxa, «Чорне село»)[1].
- Аба́саш, або Абба́саш (порт. Abaças, стара орфографія:порт. Abbaças) — сучасна португальська назва.

## Географія
Абасаш розташований на південному сході муніципалітету Віла-Реал, на лівому березі річки Таня. Відстань до муніципального центру — близько 10 км.

Віла-Реал (2013)
Абасаш

### Місцевості
- Абасаш
- Бужойнш (порт. Bujões, МФА: [bu.ˈʒõjʃ])
- Віларіню-ду-Таня (порт. Vilarinho do Tanha, МФА: [vi.ɫɐ.ˈɾi.ɲu du ˈtɐ.ɲɐ])
- Жоржайш (порт. Jorjais, МФА: [ʒuɾ.ˈʒajʃ])
- Магалян (порт. Magalhã, МФА: [mɐ.gɐ.ˈʎɐ̃])
- Фонтелу (порт. Fontelo, МФА: [fõ.ˈte.ɫu])

## Історія
Територія Абасаша входила до складу північної португальської провінції Трансмонтана.
24 квітня 1200 року португальський король Саншу I надав Абасашу форал, яким визнав за поселенням статус містечка та муніципальні самоврядні права. Ці права підтвердив король Афонсу V, але внаслідок адміністративних реформ Мануела I містечко втратило статус муніципалітету. Від 1530 року Абасаш був парафією у складі муніципалітету Віла-Реал.
На початку ХХ століття в парафії діяли 2 школи для обох статей, а також поштова станція.

## Населення
| Кількість мешканців | Кількість мешканців | Кількість мешканців | Кількість мешканців | Кількість мешканців | Кількість мешканців | Кількість мешканців | Кількість мешканців | Кількість мешканців | Кількість мешканців | Кількість мешканців | Кількість мешканців | Кількість мешканців | Кількість мешканців | Кількість мешканців | Кількість мешканців | Кількість мешканців |
| ------------------- | ------------------- | ------------------- | ------------------- | ------------------- | ------------------- | ------------------- | ------------------- | ------------------- | ------------------- | ------------------- | ------------------- | ------------------- | ------------------- | ------------------- | ------------------- | ------------------- |
| 1801                | 1849                | 1864                | 1878                | 1890                | 1900                | 1911                | 1920                | 1930                | 1940                | 1950                | 1960                | 1970                | 1981                | 1991                | 2001                | 2011                |
| 890                 | 1 080               | 1 602               | 1 663               | 1 639               | 1 662               | 1 671               | 1 504               | 1 628               | 1 831               | 1 997               | 2 060               | 1 638               | 1 408               | 1 186               | 1 074               | 965                 |